# Otoyol
Otoyol — турецкий производитель малых автобусов и грузовиков. Автобусы компании выпускаются с собственными кузовами на шасси итальянской компании Iveco.
Otoyol имеет сборочные предприятия в Иране, Марокко, Тунисе, Узбекистане. Продукция узбекской сборки имеет префикс Uz — UzOtoyol.
Широко распространен в Азербайджане, где в Баку и других городах эксплуатируются автобусы данной марки.

## Продукция
- Otoyol M29 City — городской автобус малого класса на шасси Iveco EuroCargo, со 116-сильным двигателем.
- Otoyol Eurobus E29 — автобус малого класса для пригородных и междугородних сообщений с 29 посадочными местами, двигателем Iveco (136 л. с.), пневматической задней подвеской.

## Фотогалерея

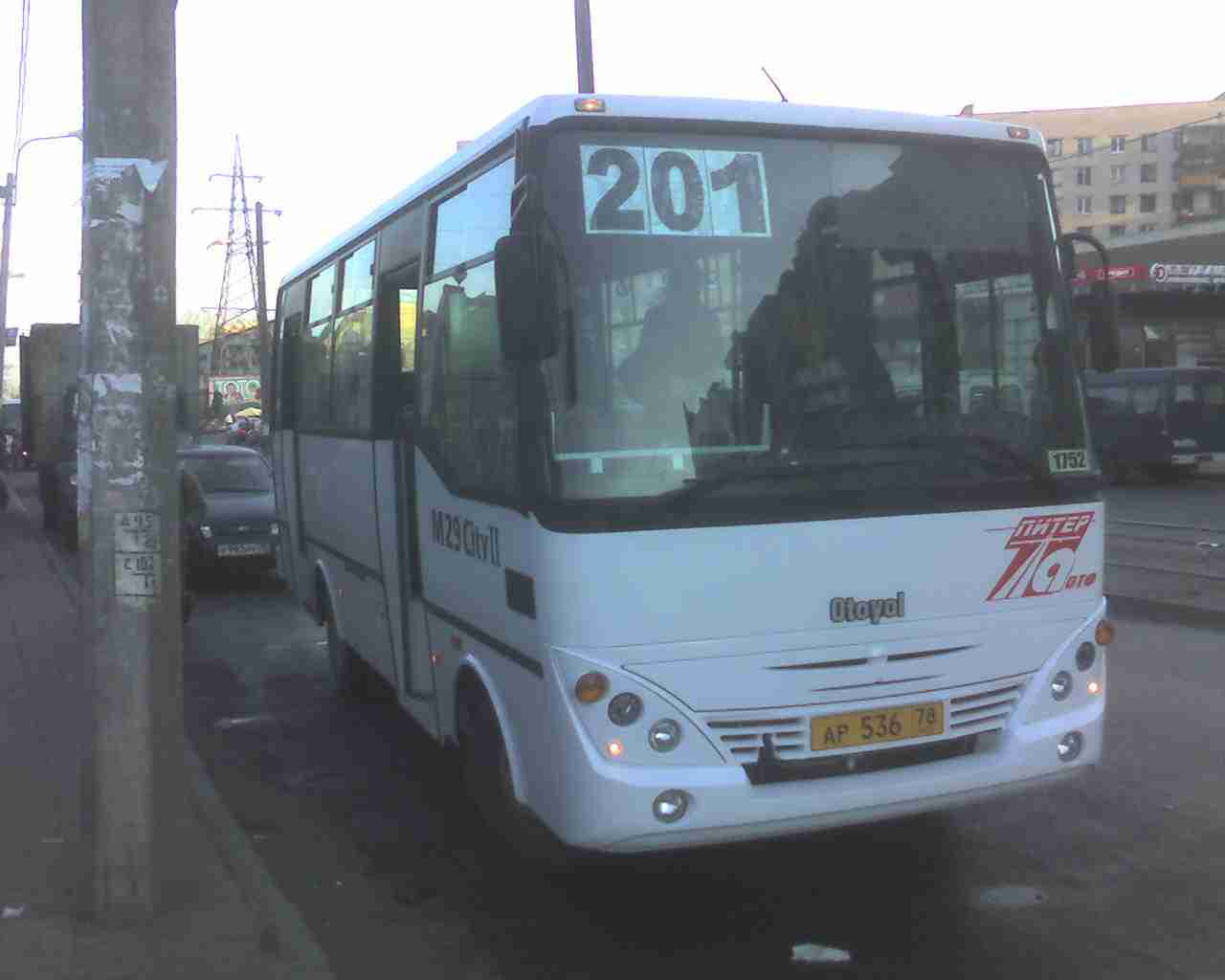
Otoyol M29 City II в Санкт-Петербурге. Апрель 2007 года
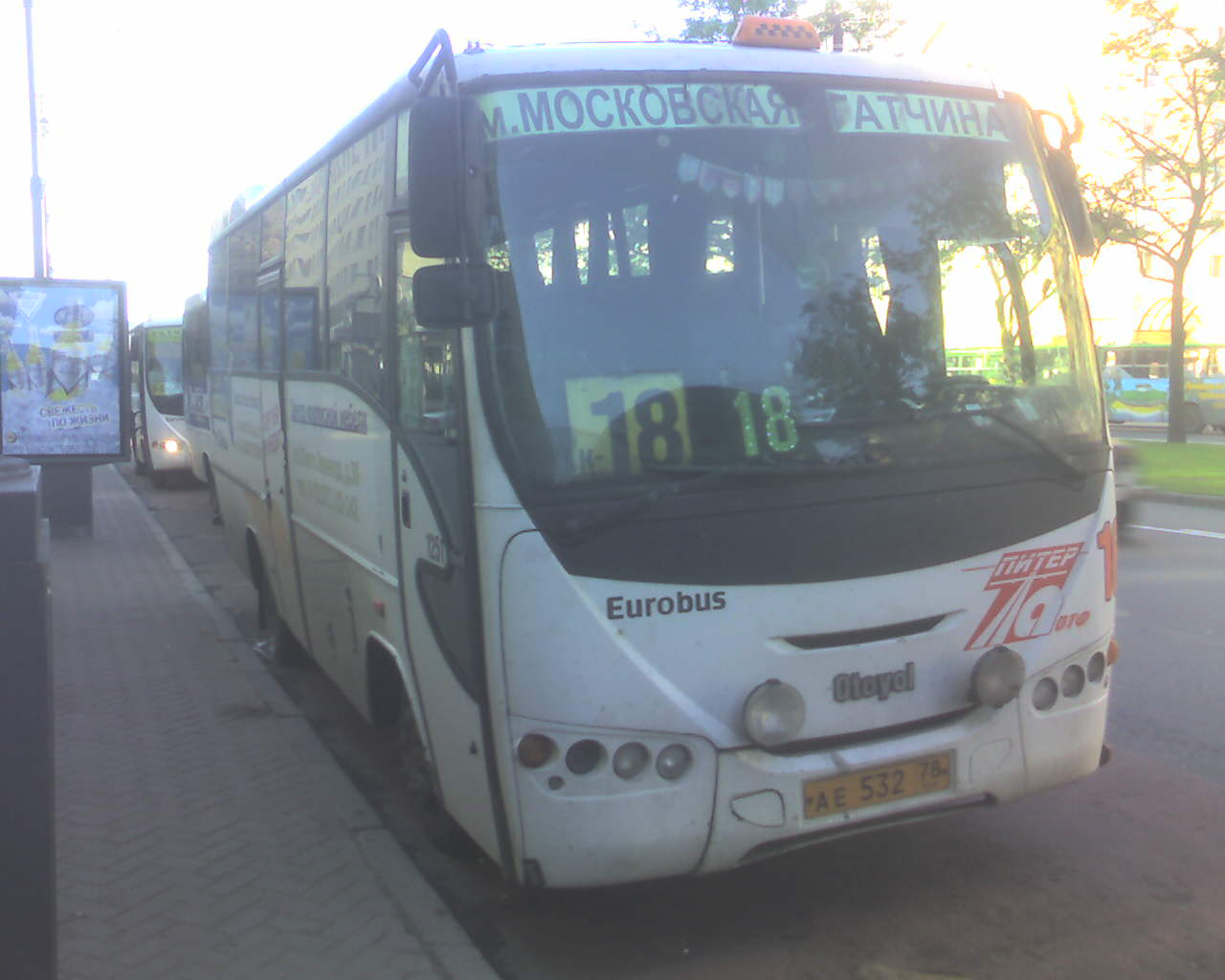
Otoyol E29.14 в Санкт-Петербурге. Июнь 2007 года
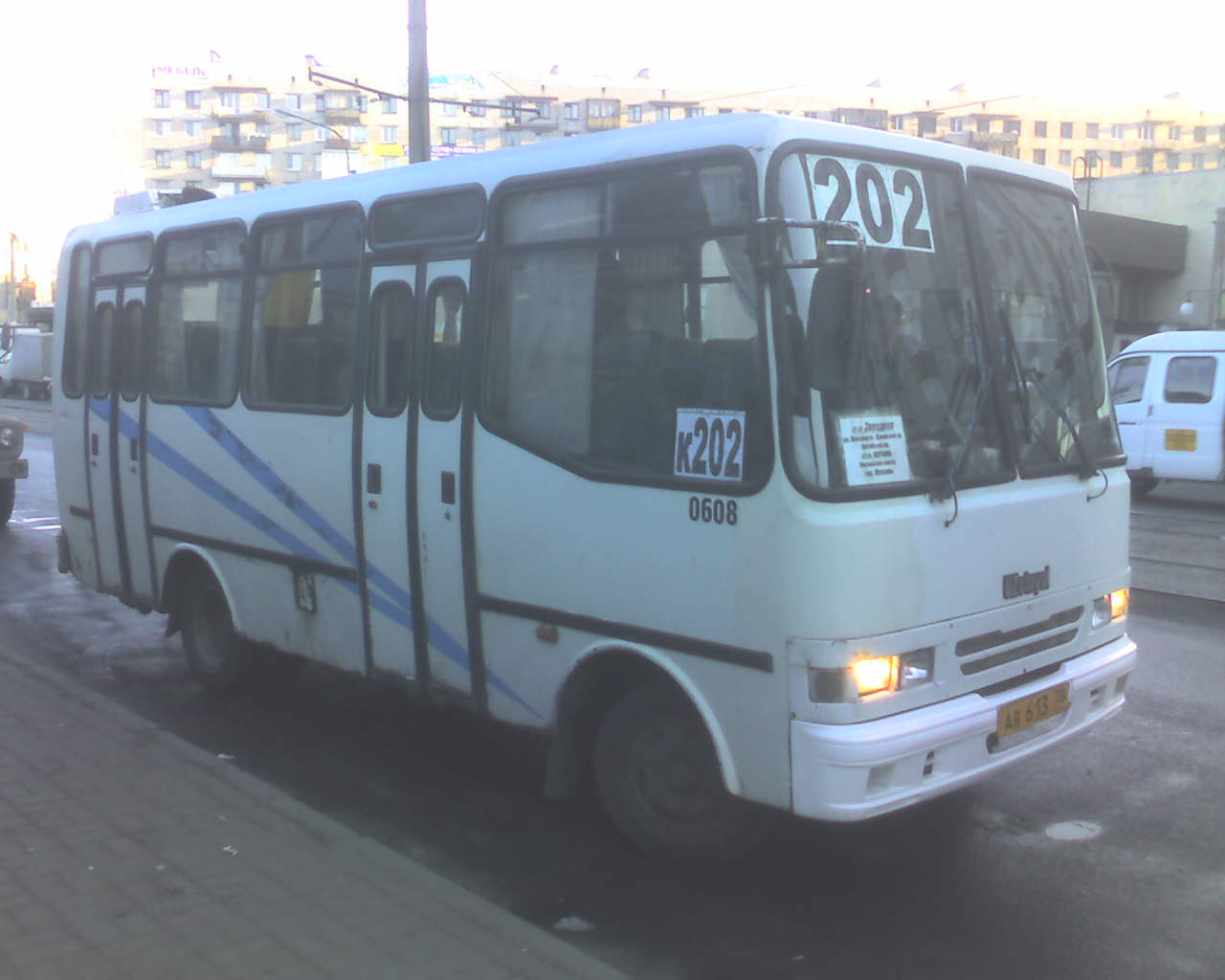
UZotoyol M23HD в Санкт-Петербурге. Апрель 2007 года
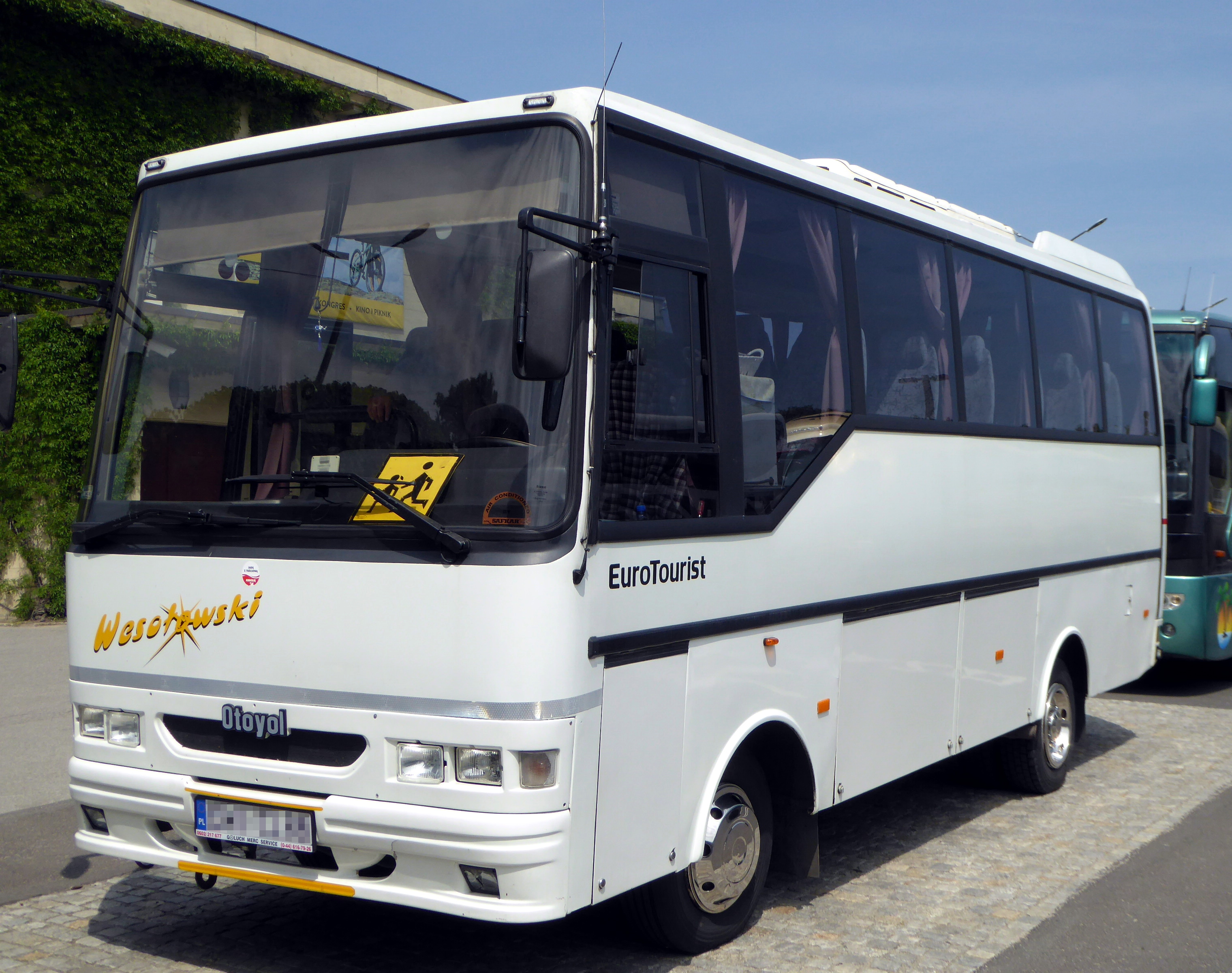
Автобус Otoyol во Вроцлаве. Май 2017 года